# سم اسپیگل
سم اسپیگل (انگلیسی: Sam Spiegel؛ ۱۱ نوامبر ۱۹۰۱ – ۳۱ دسامبر ۱۹۸۵) یک تهیه‌کننده اهل ایالات متحده آمریکا بود. وی بین سال‌های ۱۹۲۷ تا ۱۹۸۳ میلادی فعالیت می‌کرد.

## فیلم‌شناسی
- غریبه (۱۹۴۶)
- ملکه آفریقایی (۱۹۵۱)
- در بارانداز (۱۹۵۴)
- پل رودخانه کوای (۱۹۵۷)
- ناگهان تابستان گذشته (۱۹۵۹)
- لورنس عربستان (۱۹۶۲)
- نیکلاس و الکساندرا (۱۹۷۱)

## جوایز
وی برنده جوایزی همچون جایزه اسکار یادبود ایروینگ جی. تالبرگ، جایزه بفتای بهترین فیلم شده است.